# Gabriel González Videla
Gabriel Enrique González Videla (La Serena, 22 novembre 1898 – Santiago del Cile, 22 agosto 1980) è stato un politico cileno, Presidente della Repubblica dal 1946 al 1952.
Figlio di Gabriel González Castillo e Teresa Videla Zepeda, era sposato con Rosa Markmann Reijer ed ebbe due figlie, Silvia e Rosa.
Era iscritto alla Massoneria.

## Biografia
Avvocato e militante del Partito Radicale del Cile, del quale fu eletto presidente nel 1937, fu deputato per due mandati, dal 1933 al 1937 e di nuovo fino al 1941. Nel 1939 fu nominato ambasciatore in Francia e nel 1945 divenne senatore.
Nel 1946 fu eletto Presidente della Repubblica col sostegno dell'Alianza Democrática (radicali, comunisti e democratici). Durante la sua amministrazione fu proseguito il programma della Corporación de Fomento de la Producción (CORFO), fissato dal governo di Juan Antonio Ríos Morales: furono realizzate la raffineria di Concón e l'Industria Azucarera Nacional S.A (IANSA), fu ultimata la costruzione della Compañía de Acero del Pacífico (CAP) e fu favorita la creazione di centrali idroelettriche.
Per dotare il Paese di personale tecnico capace, venne fondata l'Universidad Técnica del Estado sulle basi della Escuela de Artes y Oficios, che poi è ciò che attualmente è l'Universidad de Santiago de Chile.
Per dare impulso produttivo a quella che all'epoca costituiva la provincia di Coquimbo, il Presidente Videla si servì del cosiddetto Plan Serena. Questo piano contemplava una totale trasformazione della urbanizzazione di questa città, ma rispettando il suo stile architettonico di tipo coloniale. Al contempo, furono affidate ad un gruppo di coloni italiani degli appezzamenti nella zona costiera, al fine d'alimentare l'agricoltura. Impulso venne anche dato all'attività mineraria.
Con l'obiettivo di assicurarsi i diritti del Cile nella zona Antartica, furono fondate la Base Navale Arturo Prat e la Base Militare Bernardo O'Higgins. Quest'ultima fu fondata personalmente dal presidente González. Dall'altro lato, venne firmata, nel 1952, la Declaración de Santiago, mediante la quale Cile, Perù ed Ecuador riconoscevano le cosiddette 200 miglia della Zona Económica Exclusiva.
In ambito elettorale, un corpo di leggi emanate durante il suo mandato avranno anche una notevole importanza futura: nel 1949 infatti fu promulgata la legge che dava alle donne pieni diritti politici.
Nell'assumere il governo, González Videla contava sull'appoggio del Frente Popular, e in particolare del Partido Comunista, ma con improvviso voltafaccia, il Presidente promulgò la Ley de Defensa de la Democracia, mediante la quale si proibiva l'esistenza stessa proprio di quel Partido Comunista che ne aveva permesso la salita al potere. Allo stesso tempo, represse nella violenza le proteste sociali (in particolare, quelle dei minatori) e ruppe le relazioni diplomatiche con l'Unione Sovietica e con tutti gli altri Paesi del cosiddetto "blocco orientale". Proprio la violenta repressione dei minatori in sciopero nella regione di Bío-Bío, a Lota, dell'ottobre 1947 - i manifestanti vennero imprigionati in carceri militari e in campi di concentramento nei pressi della città di Pisagua - suscitò la più viva disapprovazione del poeta e senatore comunista Pablo Neruda, che giunse all'apogeo con un drammatico discorso tenuto il 6 gennaio 1948 davanti al senato cileno, chiamato in seguito "Yo acuso", in cui Neruda lesse all'assemblea l'elenco dei minatori tenuti prigionieri. Videla a quel punto emanò un ordine d'arresto che costrinse ingiustamente Neruda ad anni di latitanza.
Giunto a conclusione il suo mandato, anche a causa di numerosi scandali, non terminò per questo la sua attività politica. Nel 1971 rinunciò addirittura a far parte del suo stesso partito, poiché in disaccordo con l'inclusione di questo nella Unidad Popular, il fronte di sinistra che permise l'elezione alla Presidenza della Repubblica del socialista Salvador Allende. Dal 1973 fino alla sua morte collaborò con la dittatura militare di Augusto Pinochet.

## Riconoscimenti
La base antartica González Videla, inaugurata nel 1951, è intitolata al suo nome.